# Neastymachus dispar
Neastymachus dispar är en stekelart som beskrevs av Prinsloo 1996. Neastymachus dispar ingår i släktet Neastymachus och familjen sköldlussteklar. Inga underarter finns listade i Catalogue of Life.